# Bitwa w wąwozie Bet-Choron
Bitwa w wąwozie Bet-Choron – starcie zbrojne w czasie wojny żydowskiej, które miało miejsce w roku 66 n.e.
Wycofując się z przedmieść Jerozolimy po nieudanej próbie zdobycia miasta, Cestiusz Gallus skierował się ze swoim wojskiem do wąwozu Bet-Choron (w pobliżu wioski o tej samej nazwie). Żydzi tymczasem przekroczyli okoliczne wzgórza, zajmując pozycje na wprost maszerującej armii rzymskiej. Pochód Rzymian odbywał się wąską drogą, a spowalniały go ciężkie wyładowane po brzegi wozy oraz zwierzęta juczne. W chwili wejścia Rzymian do wąwozu powstańcy przypuścili atak od frontu oraz na tyłach przeciwnika. Zewsząd ze stoków na legionistów Gallusa posypały się kamienie i pociski. Zaskoczeni Rzymianie porzucając wozy oraz zabijając muły i konie starali się już tylko opuścić bezpiecznie wąwóz. W trakcie tej walki Rzymianie ponosili ogromne straty. Marsz trwał już kilka godzin, padało coraz więcej ludzi, na dodatek powstańcom udało się zdobyć orła XII legionu.
Wraz z zapadnięciem nocy napór powstańców ustał, a Rzymianie unosząc swoich rannych dotarli do wioski Bet-Choron Dolny, gdzie zajęli pozycje. Nocą powstańcy okrążyli pozycje Gallusa i tu oczekiwali na świt. Widząc zagrożenie, Gallus pozostawił w wiosce 400 ludzi, a sam na czele reszty wojska tuż przed świtem wydostał się z wioski, niezauważony przez Żydów. Rankiem Żydzi przypuścili atak na wioskę, zabijając w walce wszystkich znajdujących się w niej Rzymian. Tymczasem Gallusowi udało się opuścić obszar walk i wycofać do Lyddy. Straty rzymskie poniesione w całej ekspedycji Gallusa były ogromne i wyniosły 5 300 żołnierzy piechoty oraz 480 jazdy.